# Hviding Herred

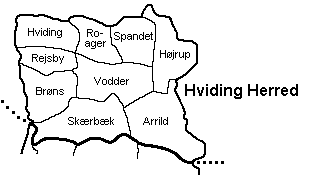
Hviding Herred

Hviding Herred was een herred in het voormalige Tønder Amt in Denemarken. Oorspronkelijk was het deel van het hertogdom Sleeswijk. Na het referendum van 1920 werd het gebied definitief Deens.
Hviding was verdeeld in negen parochies. Hiervan ginden de noordelijke drie in 1970 over naar de nieuwe provincie Ribe, terwijl de overige zes deel werden van de provincie Zuid-Jutland.
- Arrild
- Brøns
- Hviding
- Højrup
- Rejsby
- Roager
- Skærbæk
- Spandet
- Vodder